# Index Copernicus
L'indice de Copernic (IC) est une base de données alimentée par les contributions des utilisateurs incluant des profils de personnalités scientifiques, des institutions, des publications et des projets. Créée en 1999 en Pologne, elle est gérée par Index Copernicus International. La base de données, nommée d'après Nicolas Copernic (déclencheur de la Révolution Copernicienne), dispose de plusieurs outils d'évaluation pour estimer l'impact des travaux de recherches et des publications, des scientifiques, et des institutions académiques. Outre les estimations de productivité, IC offre l'abstracting (mise à disposition des résumés de thèses) et l'indexation des publications scientifiques. 

## Origines
Au départ, Index Copernicus visait à offrir une alternative à la domination de la langue anglaise dans les systèmes d'indexation de publications. L'entreprise fut co-financée par le Fonds Européen de Développement Régional sous le nom de: "Electronic Publishing House of Scientific Journals system of Index Copernicus Ltd."

## Controverse
Le système de classement de IC fut critiqué en 2013 par Jeffrey Beall en raison de la forte proportion de revues prédatrices incluses dans celui-ci et sa méthode d'évaluation fut alors mise en cause; Jeffrey Beall décrivit la "IC Value" comme étant "sans réel intérêt".